# Cyperus disjunctus
Cyperus disjunctus är en halvgräsart som beskrevs av Charles Baron Clarke. Cyperus disjunctus ingår i släktet papyrusar, och familjen halvgräs. Inga underarter finns listade i Catalogue of Life.